# Ernestina (manzana)
Ernestina es una variedad cultivar de manzano (Malus domestica) Esta manzana es originaria de Asturias y es una de las 76 variedades de manzana que se incluyen en la D.O.P. Sidra de Asturias. Está cultivada en la colección de manzanos asturianos del SERIDA.

## Características
El manzano de la variedad 'Ernestina' tiene un vigor de elevado a muy elevado. Silueta de la estructura de ramificación (sistema de formación en eje): 14. Tipo de fructificación: II-III
Época de inicio de floración (promedio periodo 2005-2009): De floración tardía a intermedia, mediados de la tercera decena de abril.
La variedad de manzana Ernestina tiene un fruto de tamaño mediano, firme.
El fruto tiene predominio de forma oblonga cónica.
Cavidad del pedúnculo: profunda con la anchura de la cubeta peduncular muy ancha, siendo la relación de la cubeta ocular-cubeta peduncular cónica. Cantidad de "russeting" en cubeta peduncular de alta a muy alta.
Pedúnculo corto (11-15 mm) 1 muy corto (≤10 mm). Con espesor del pedúnculo delgado y algunos medianos.
Apertura de ojo, algo abierto o abierto y alguno cerrado. Tamaño de ojo de pequeño a mediano. Profundidad de la cubeta ocular de media a poco profunda y la anchura de la cubeta ocular es estrecha. Coronamiento final del cáliz (perfil cubeta) ligeramente ondulado. Cantidad de "russeting" en cubeta ocular baja.
Coloración de fondo amarillo blanquecino o verde, siendo el color de superficie naranja a tostado de una intensidad clara en placas continuas. Siendo la cantidad de "russeting" en los laterales baja a muy baja o ausente.
Densidad de lenticelas de medianamente numerosas a escasas. Siendo el tamaño de las lenticelas de mediano a pequeño, sin aureola y con el color del núcleo de la lenticela marrón.
Color de la pulpa crema y algo verdoso en el corazón del fruto.
Maduración se produce en la segunda a tercera decena de octubre.
Variedad de sabor dulce ligeramente amargo, por tanto con un contenido medio en fenoles. Este tipo de variedades estaban muy escasamente representadas entre las variedades acogidas a la DOP Sidra de Asturias y resulta conveniente disponer de las mismas para utilizarlas en la proporción adecuada. Se utiliza en la producción de sidra.

## Rendimientos de producción
Producción: Entrada en producción algo lenta, cuando alcanza la plena producción ésta es >25 t/ha. Nivel de alternancia poco alternante.
Rendimiento en mosto (l/100 kg): 55,0 ± 6,8. Azúcares totales (g/l): 107,1 ± 2,0. Acidez total (g/l H2SO4): 1,6 ± 0,5. pH: 4,1 ± 0,3. Fenoles totales (g/l ac. Tánico): 1,2 ± 0,2. Grupo tecnológico:Dulce ligeramente amargo.

## D.O.P.Sidra de Asturias
La Denominación de Origen Protegida (D.O.P.) sidra de Asturias se ha de elaborar exclusivamente con manzanas procedentes de parcelas asturianas inscritas en el “Consejo Regulador de la Denominación de Origen”, que es el organismo oficial que según el artículo 10 del reglamento (CEE 2081/92) acreditado para certificar que una sidra cumpla los requisitos establecidos en su reglamento para ser “Sidra de Asturias”.
En la actualidad (2018) cuenta con 31 lagares, 322 cosecheros y 843 hectáreas registradas y auditadas.

## Sensibilidades
Sensibilidad a hongos:	Baja a monilia y muy baja a moteado Chancro y oidio.